# Віктор Телеуке
Віктор Телеуке (рум. Victor Teleucă; 19 січня 1933, с. Чепелеуць, Хотинський повіт, Бессарабія — 12 серпня 2002, Кишинів) — молдавський поет, письменник, перекладач, публіцист.
У 1958 році закінчив Кишинівський державний педагогічний інститут ім. Йона Крянге.
У 1977-83 рр. був першим головним редактором газети «Література і мистецтво» (Literatura şi Arta). Автор збірок ліричних віршів «Повінь» (1960), «З чотирьох сторін світу» (1964), «Вірші» (1966), «Оленячий острів» (1966, премія комсомолу Молдавії ім. Б. Главан), «Приборкання вогню» (1971), «Героїка» (1973) та інших.